# Michael L. Michelsen
Michael L. Michelsen (født 14. februar 1944, død 26. august 2020) var en dansk kemiingeniør og professor på Danmarks Tekniske Universitet, der forskede i termodynamik og algoritmer til beregning af faseligevægte i ikke-ideelle blandinger.
Michelsen blev uddannet kemiingeniør fra Danmarks Tekniske Universitet, og han blev ansat på universitetet i 1973.
Han udgav over 150 videnskabelige artikler og var medforfatter på tre bøger.
I 2014 modtog han European Federation of Chemical Engineerings Excellence Award for sit arbejde med termodynamik.